# Quint Fadi
Quint Fadi o Gai Fadi (en llatí Quintus Fadius o Caius Fadius), els dos noms se li apliquen, perquè Ciceró l'anomena en un passatge Quint Fadi i en un altre Gai Fadi. Formava part dels Fadi, una gens que procedia d'Arpinium.
Era segurament un llibert o potser fill d'un llibert i havia adquirit força riquesa. La seva filla Fàdia va ser la primera dona de Marc Antoni.